# Waga skręceń

Zasada działania wagi skręceń, użytej do wyznaczania stałej grawitacji: przyciąganie pomiędzy kulami o masach M i m powoduje skręcenie kwarcowej nici, na której wisi ramię z mniejszymi kulami

Waga skręceń, zwana także wagą Cavendisha – przyrząd do pomiaru małych sił, np. elektrostatycznych lub grawitacyjnych. Przyrząd ten składa się z dwóch jednakowych mas umieszczonych na końcach lekkiej, poziomej belki zawieszonej na cienkiej, skrętnej nici. Skonstruowana została niezależnie przez Johna Michella i Charles'a Coulomba, który badał za jej pomocą siły elektrostatyczne; Henry Cavendish użył jej do wyznaczenia stałej grawitacji.
Nawet pomimo zastosowania możliwie najcięższych, ołowianych kul, siły oddziaływania grawitacyjnego pomiędzy nimi są na tyle małe, że przygotowywany przez Cavendisha eksperyment wymagał wyjątkowych starań, polegających między innymi na całkowitym zabudowaniu wagi skręceń, tak, by podmuchy powietrza i inne podobne zakłócenia nie mogły wpływać na jej zachowanie. Stosując swój układ, wyposażony w lusterka umożliwiające badanie niewielkich wartości skręcenia, Cavendish wykonał pierwszy w dziejach bezpośredni eksperyment pozwalający na obliczenie stałej grawitacji.
Wagę skręceń w 1896 r. udoskonalił węgierski geofizyk, Loránd Eötvös.
W wadze skręceń Eötvösa, nazwanej wagą skręceń drugiego rodzaju, ciężarki m1 i m2 znajdują się na różnych poziomach. Służy ona do pomiaru gradientu poziomego siły ciężkości (drugiej pochodnej potencjału siły ciężkości). Podaje, jak zmienia się przyspieszenie ziemskie na jednostkę długości w danym kierunku i ma zastosowanie w celach geologicznych.

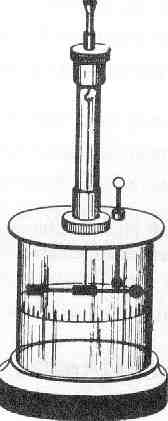
Stara waga skręceń w kształcie słoja